# Masao Sugimoto
Masao Sugimoto (Shizuoka, 26 juni 1967) is een voormalig Japans voetballer.

## Carrière
Masao Sugimoto speelde tussen 1990 en 1996 voor Yamaha Motors en Shimizu S-Pulse.